# أنيتا ديلغادو
أنيتا ديلغادو (بالإسبانية: Anita Delgado) هي راقصة إسبانية، ولدت في 8 فبراير 1890 في مالقة في إسبانيا، وتوفيت في 7 يوليو 1962 في مدريد في إسبانيا بسبب مرض قلبي وعائي.

## معرض صور

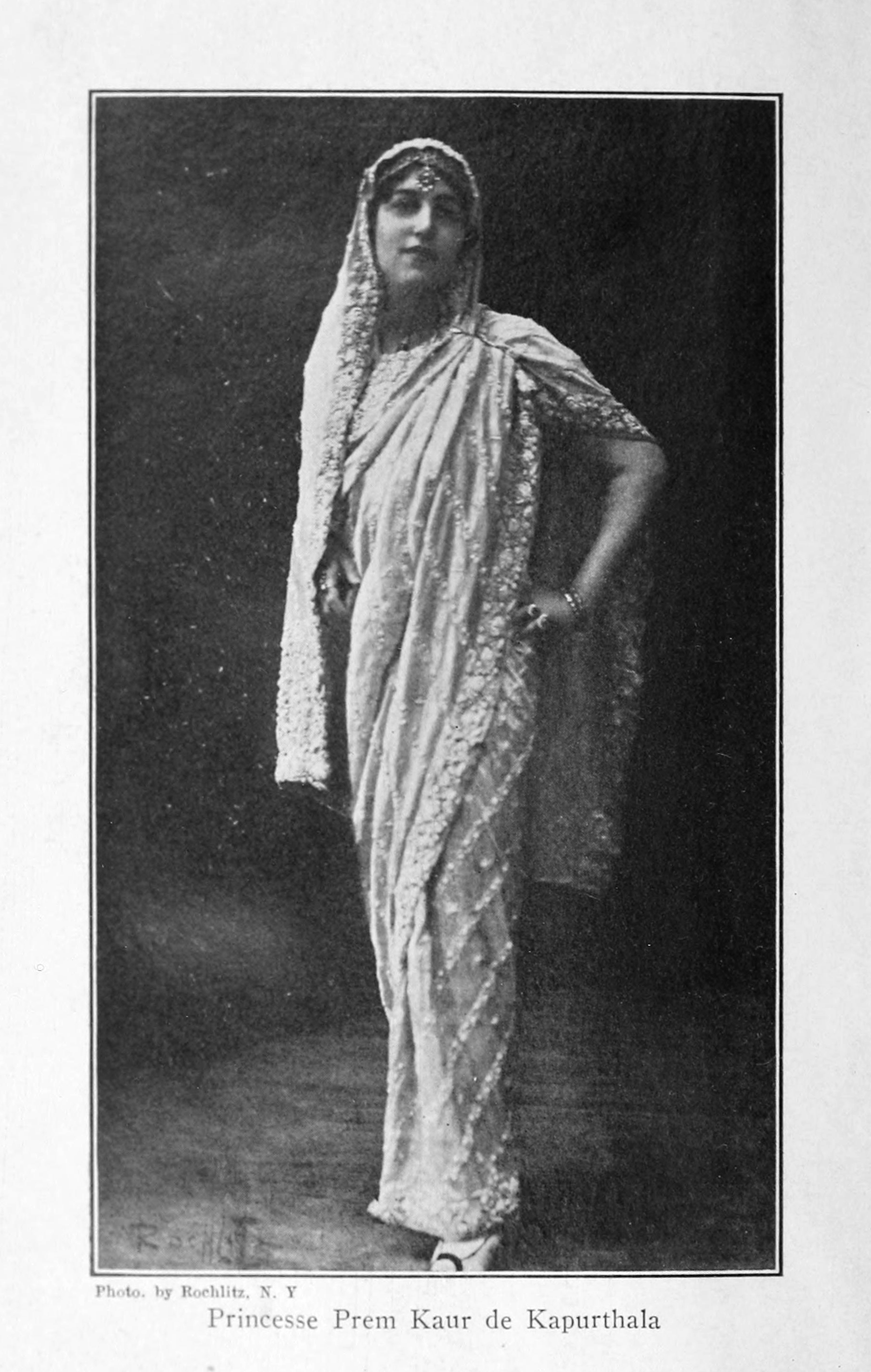
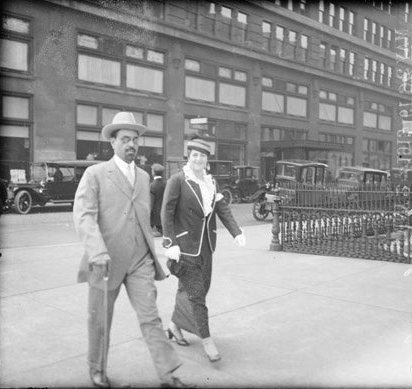